# 天主教吉爾吉斯宗座署理區
天主教吉爾吉斯宗座署理區 （拉丁語：Administratio Apostolica Kyrgyzstaniana）是吉爾吉斯一個羅馬天主教宗座署理區，直屬教廷。
範圍包括吉爾吉斯全境，教座位於首都比什凱克。2010年有教友500人（估轄區人口0.0%）、三個堂區（比什凱克、賈拉拉巴德、塔拉斯）、五名司鐸。現任宗座署理為尼各老‧梅斯默。
1997年12月22日建立了自治傳教區，交予耶穌會士牧養。2006年3月18日升格。